# Chloumek (Kasejovice)
Chloumek je vesnice, část města Kasejovice v okrese Plzeň-jih v Plzeňském kraji. Nachází se asi 2,5 kilometru severozápadně od Kasejovic. Chloumek leží v katastrálním území Chloumek u Kasejovic o rozloze 3,44 km².

## Historie
První písemná zmínka o vesnici pochází z roku 1439.
První zprávy o Chloumku pocházejí z "Nejstarší městské knihy kasejovické" ze 16. století. Obec Chloumek byla jen o několika číslech, ve kterých bydlelo i více rodin. Jméno obce bylo asi dáno podle vrchu nad obcí, který se jmenoval Chlum. Tak odvozeno jméno Chloumek. Roku 1680 zuřila v obci epidemie moru, jehož oběti jsou pochovány u cihelny při silnici do Kasejovic. Dosud se tam říká U Nových Hrobů. Roku 1851 byl na návsi vybudován kříž na památku zrušení roboty a zasazena památná lípa velkolistá, která stojí až dodnes. Roku 1873 byla ve svahu uprostřed návsi postavena kaple Panny Marie. Obec Chloumek se i nadále rozrůstala a v roce 1924 měla 225 obyvatel. V 50. letech minulého století v období kolektivizace začala vznikat zemědělská družstva, která se nevyhnula ani občanům z Chloumka. V začátcích museli tvrdě pracovat, ale později při nástupu mechanizace si většina z nich polepšila.

## Obyvatelstvo
| Rok            | 1869 | 1880 | 1890 | 1900 | 1910 | 1921 | 1930 | 1950 | 1961 | 1970 | 1980 | 1991 | 2001 | 2011 | 2021 |
| -------------- | ---- | ---- | ---- | ---- | ---- | ---- | ---- | ---- | ---- | ---- | ---- | ---- | ---- | ---- | ---- |
| Počet obyvatel | 234  | 236  | 212  | 195  | 222  | 222  | 188  | 147  | 138  | 128  | 96   | 86   | 74   | 63   | 63   |
| Počet domů     | 35   | 37   | 38   | 38   | 38   | 39   | 38   | 41   | 36   | 35   | 33   | 43   | 40   | 39   | 39   |

## Obecní správa
Při sčítání lidu v letech 1850–1963 Chloumek byl samostatnou obcí v okrese Blatná. Od roku 1964 je částí města Kasejovice v okrese Plzeň-jih.

## Pamětihodnosti
- Kaple svatého Vojtěcha

## Další fotografie

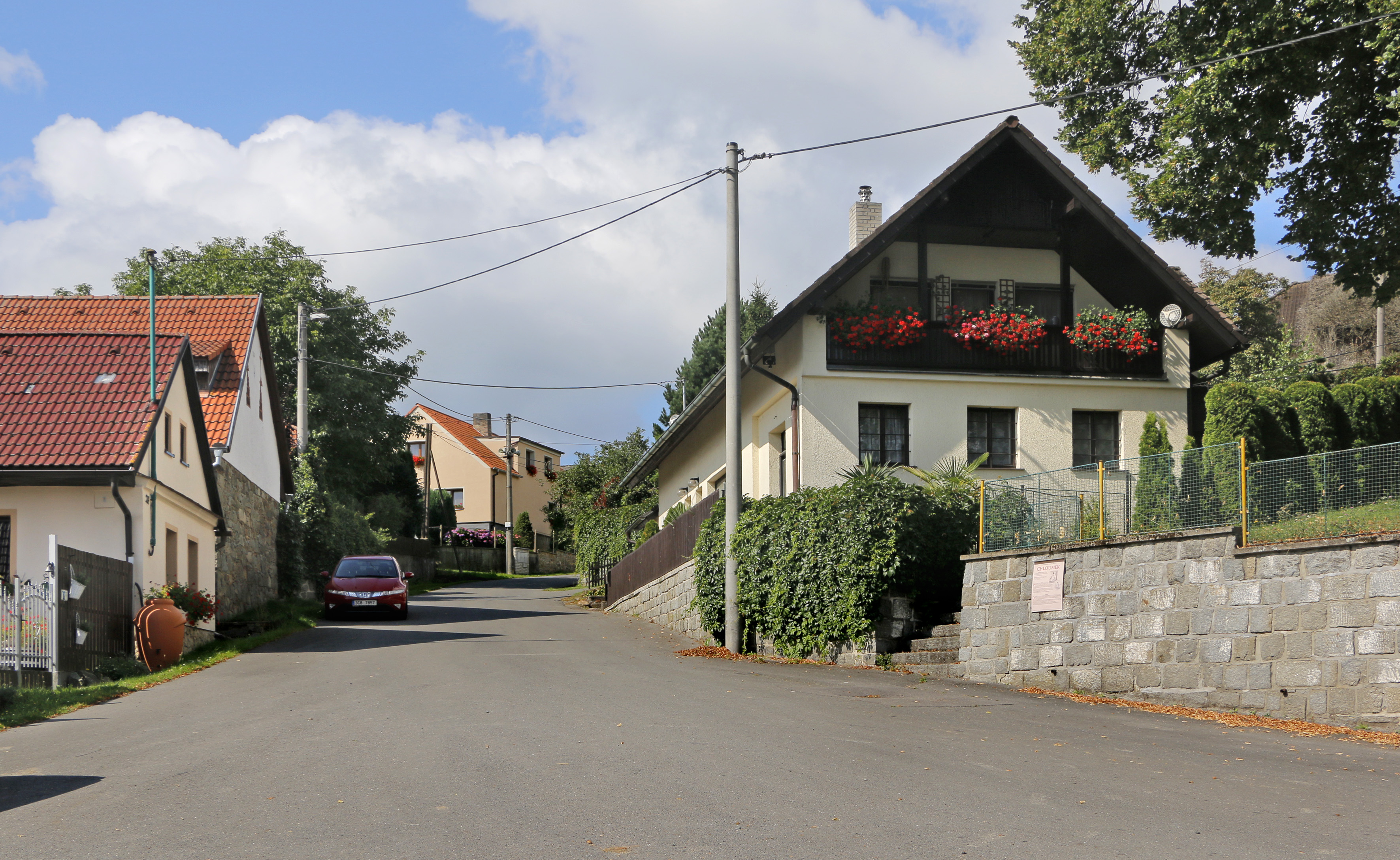
Silnice k osadě Bambousek
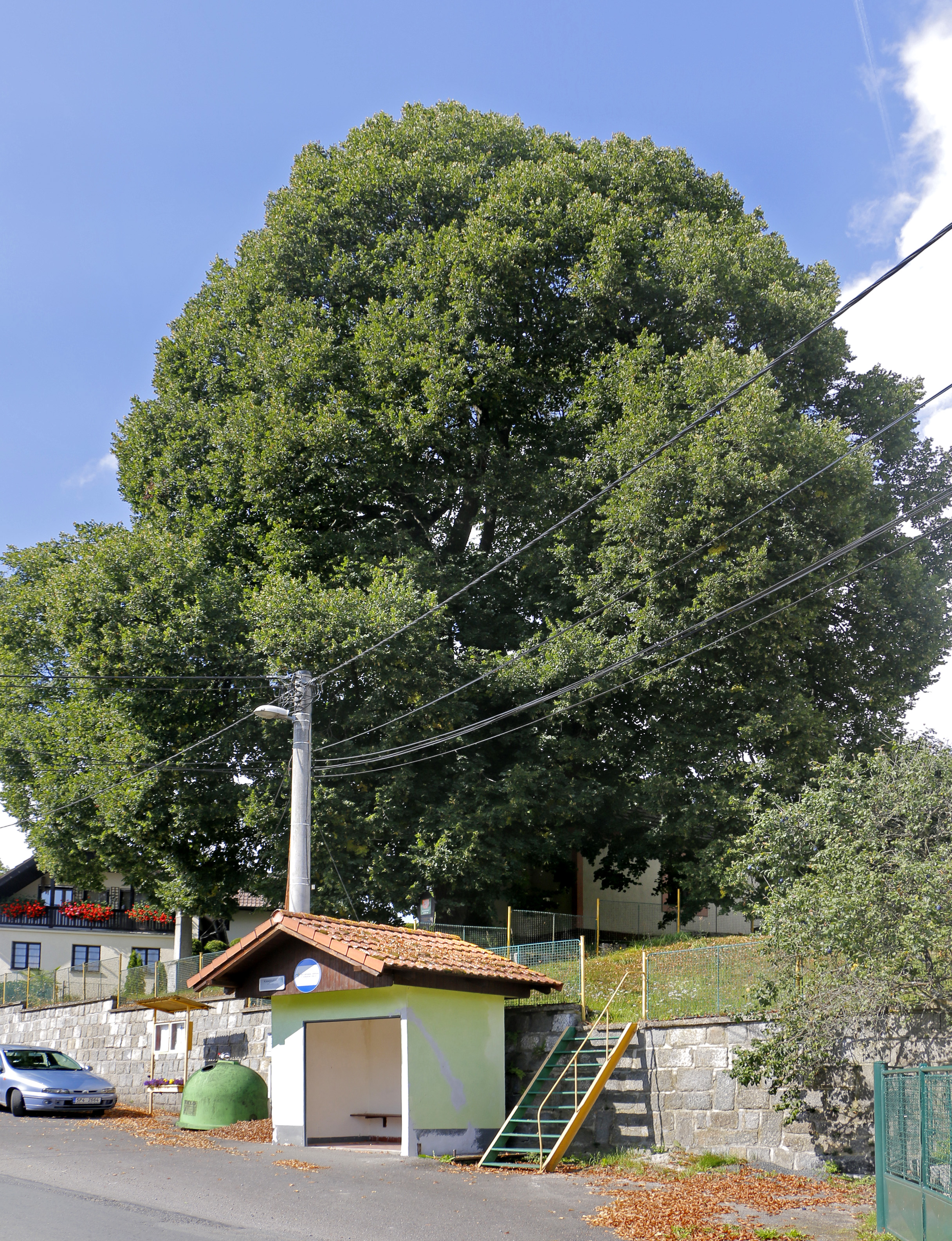
Chráněná lípa
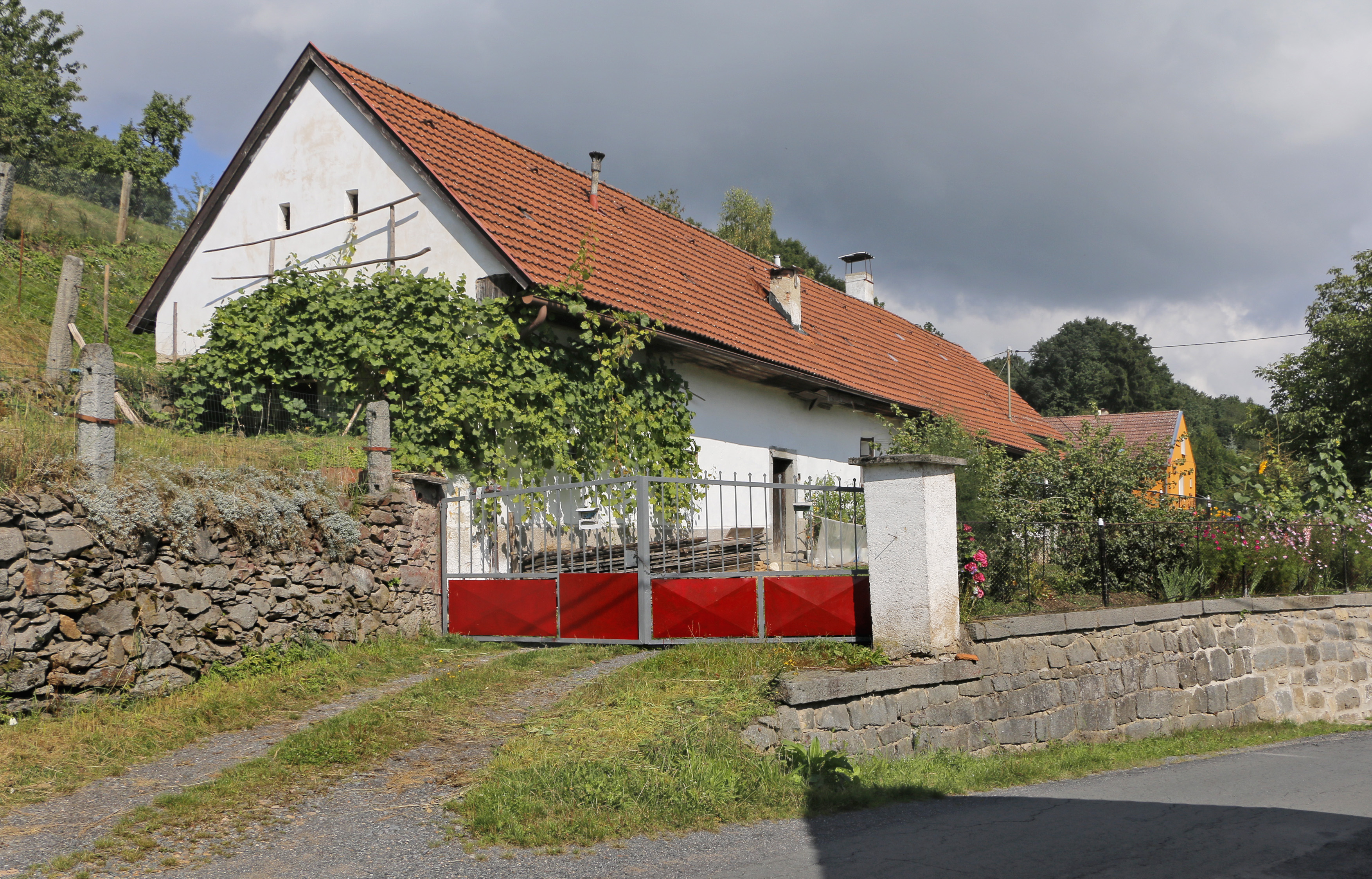
Dům čp. 15